# Laboratorium

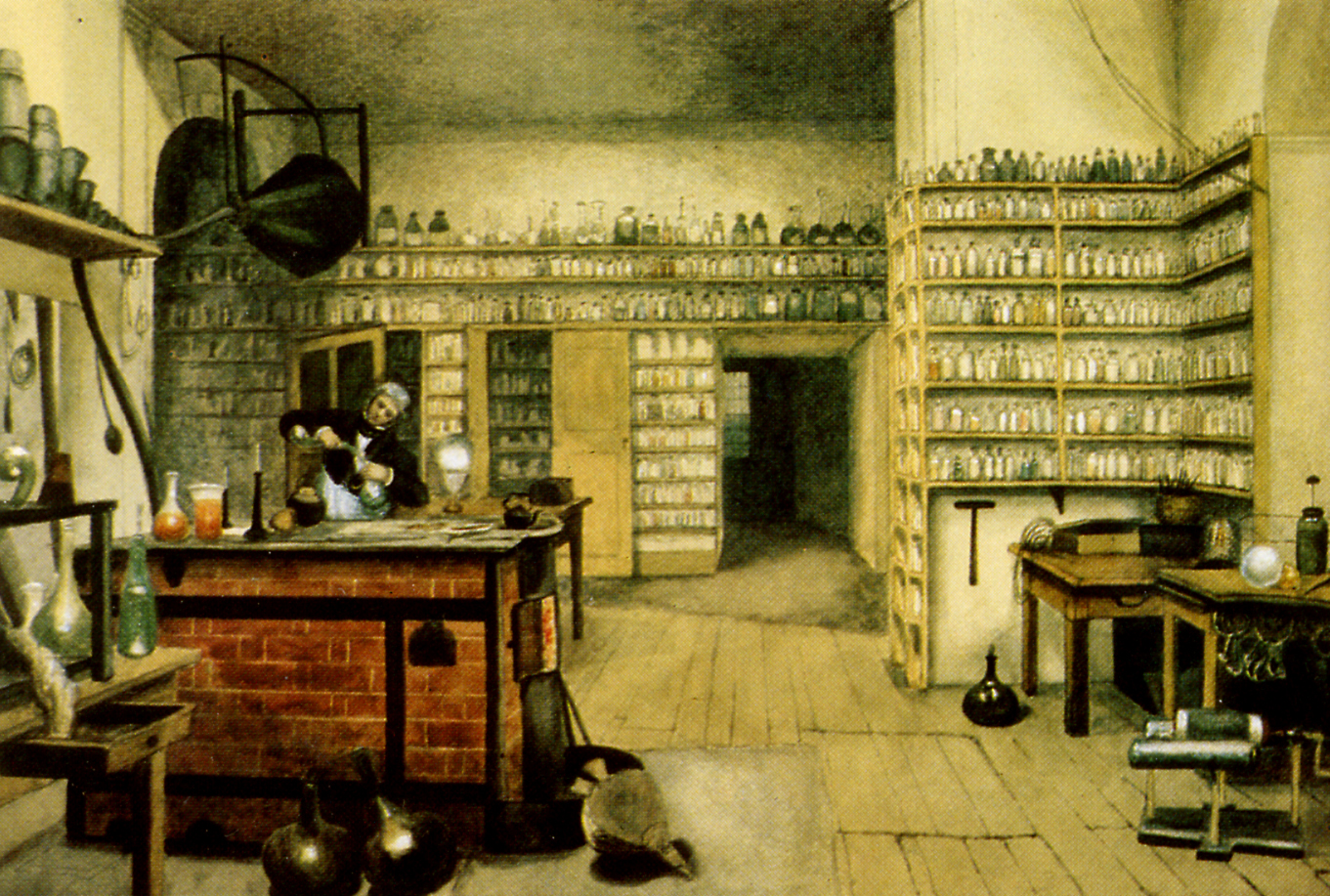
Michael Faraday w swoim laboratorium

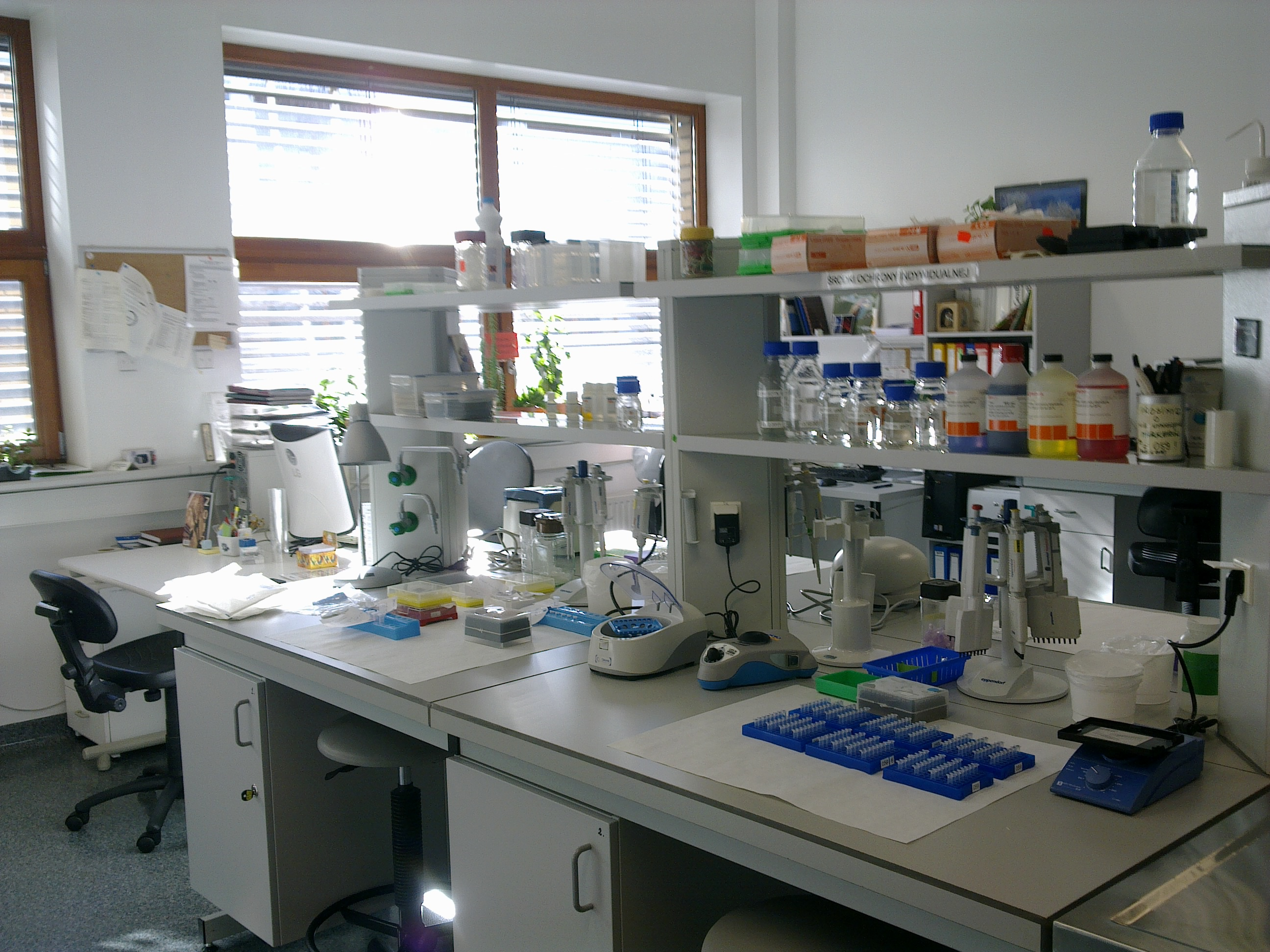
Laboratorium Pracowni Technik Biologii Molekularnej na Wydziale Biologii Uniwersytetu Adama Mickiewicza w Poznaniu

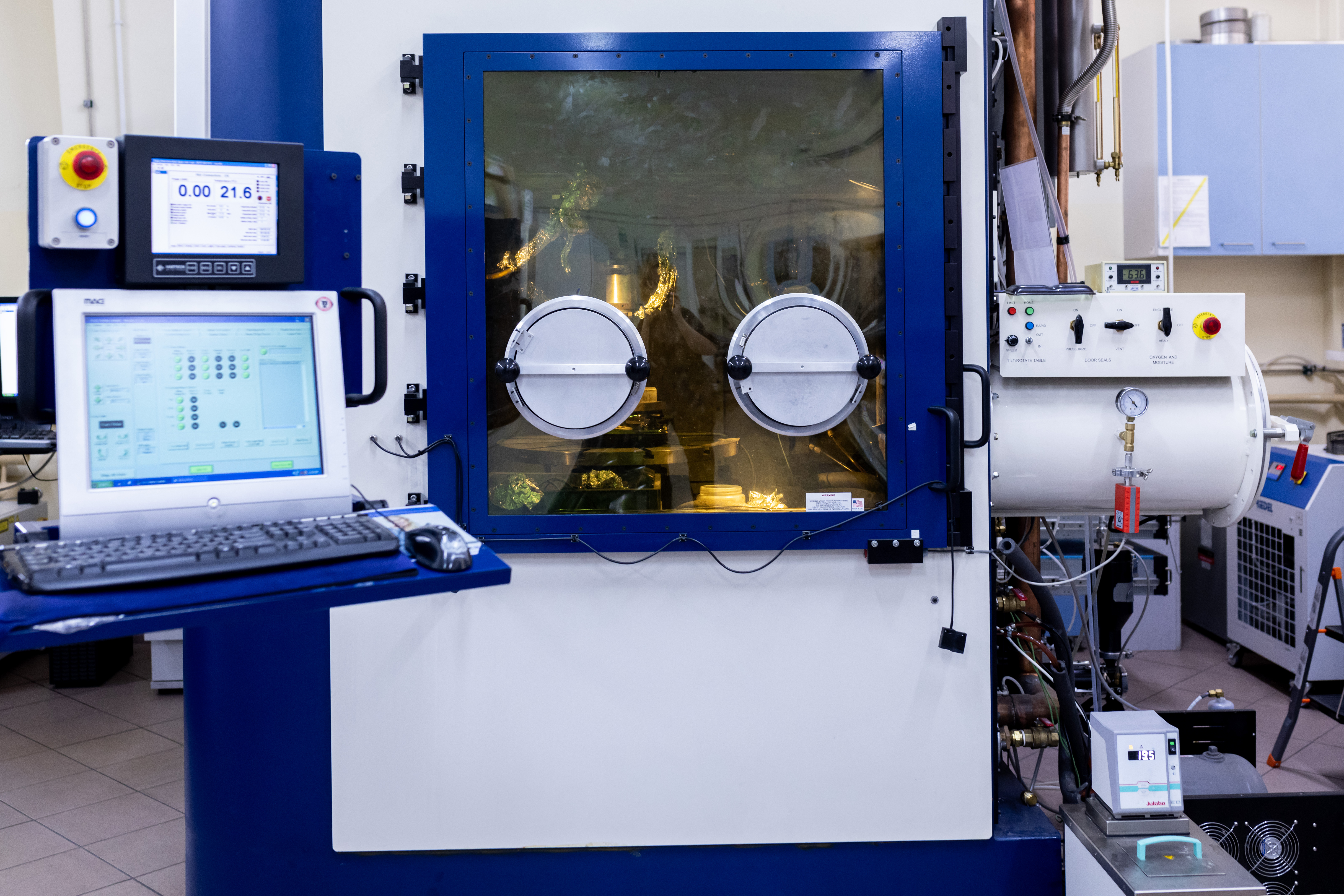
Laboratorium Wojskowej Akademii Technicznej

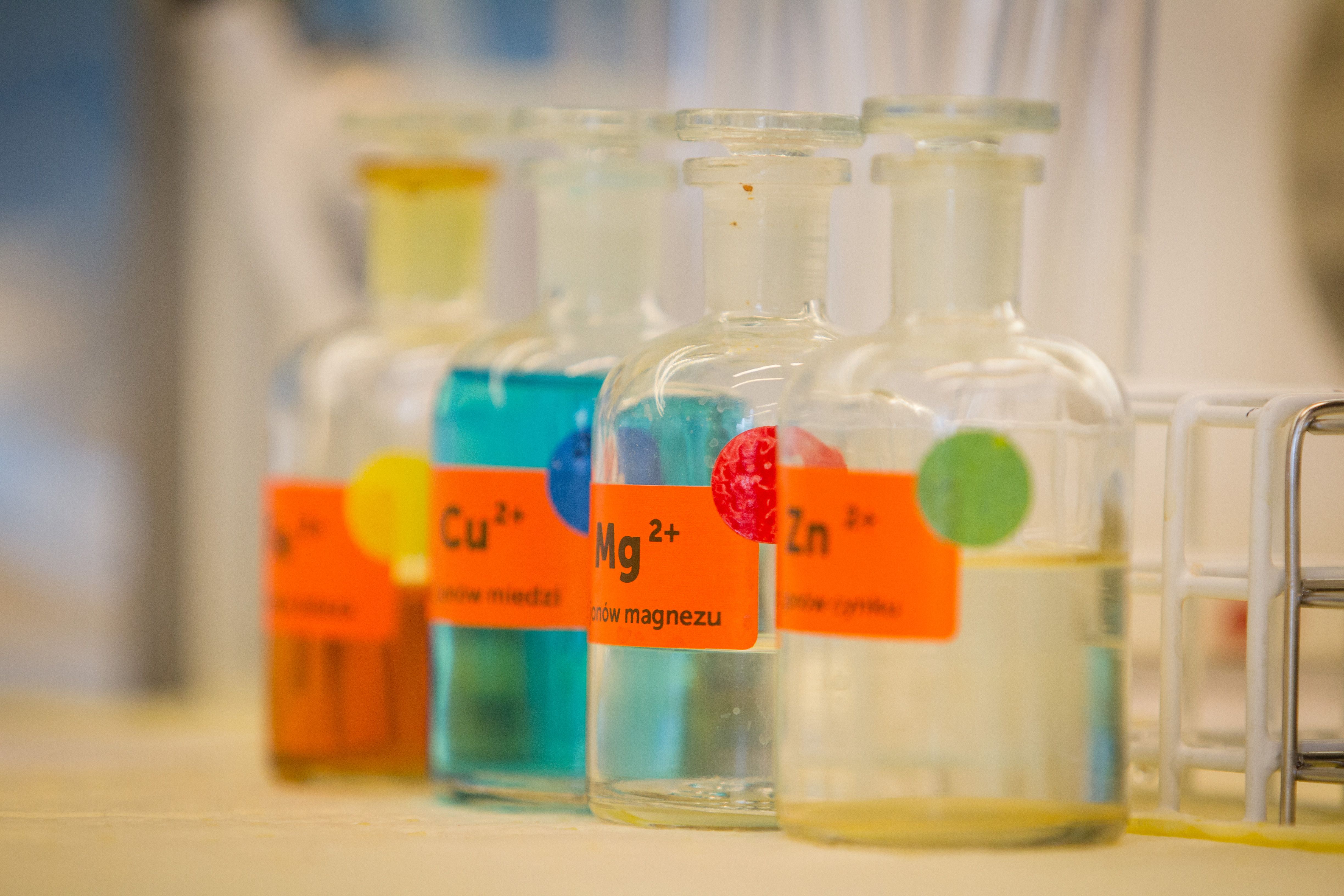
W laboratorium chemicznym Centrum Nauki Kopernik.

Laboratorium (Pracownia) – pomieszczenie przeznaczone do prowadzenia badań naukowych lub analiz lekarskich, wyposażone w odpowiedni do tego celu sprzęt. Laboratorium w rozumieniu nie jako pomieszczenie, lecz jednostka organizacyjna, to zespół złożony z ludzi, pomieszczenia/pomieszczeń i sprzętu badawczego w tym komputerowego.
Laboratoria przyjmują różną postać zależnie od rodzaju eksperymentów, jakie się w nich wykonuje. To mogą być niewielkie pomieszczenia wielkości pokoju mieszkalnego, jak i hale o kubaturze zbliżonej do fabryk lub kompleksy badawcze wielkości miasta.

## Rodzaje laboratoriów

### Laboratoria fizyczne
Mogą to być zarówno pomieszczenia podobne do laboratoriów analitycznych, jak i duże hale mieszczące różnego rodzaju aparaturę o znacznych gabarytach. Ich konstrukcja i rozmiary są uzależnione od rodzaju prowadzonych badań. Badania z dziedziny fizyki ciała stałego czy fizyki materiałowej można przeprowadzać w laboratoriach o niewielkich rozmiarach i przy użyciu aparatury zajmującej niewielkie kubatury. Badania cząstek elementarnych i ich zderzeń przeprowadza się przy użyciu akceleratorów, których rozmiary mogą być porównywalne z rozmiarami wielkiego miasta (np. Wielki Zderzacz Hadronów, CERN). Warto odnotować, że typowe rozmiary detektora, których może być kilka lub kilkanaście w takim laboratorium, to rozmiary małego domu jednorodzinnego. Współczesne laboratoria fizyczne są największymi obiektami badawczymi budowanymi na użytek nauki i badań podstawowych.

### Laboratorium chemiczno-biologiczno-medyczne

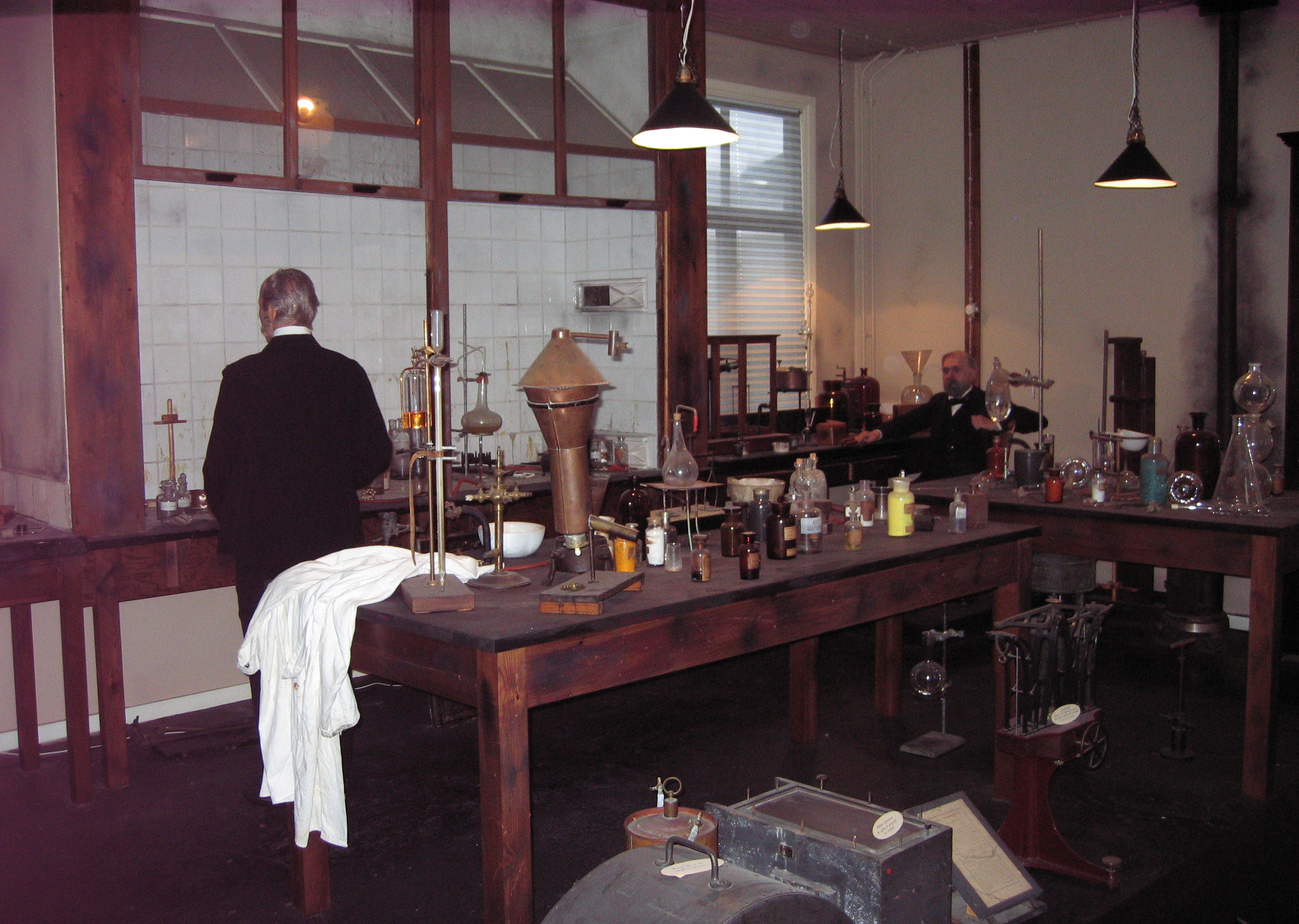
Rekonstrukcja dziewiętnastowiecznego laboratorium Alfreda Nobla

Zwykle jest to dobrze wentylowany pokój o wymiarach rzędu 10-300 m², zaopatrzony w specjalistyczne meble (dygestoria, blaty z kratownicami itp.) oraz duże ilości szklanego sprzętu różnego rodzaju. Laboratoria chemiczno-biologiczno-medyczne można podzielić na:
- laboratoria syntetyczne, gdzie przeprowadza się przede wszystkim, syntezy rozmaitych związków chemicznych. W laboratoriach tych zazwyczaj nie umieszcza się drogiego sprzętu analitycznego ze względu na zagrożenie wybuchami, pożarami oraz zalania żrącymi substancjami. Typowe stanowisko pracy w takim laboratorium składa się z jednego miejsca pod dygestorium i jednego miejsca z blatem i kratownicą. W miejscach tych montuje się aparaturę potrzebną do wykonywania danej syntezy, a po jej wykonaniu się ją szybko rozmontowuje, aby zwolnić miejsce dla kolejnych eksperymentów. Powoduje to, że w tego rodzaju laboratoriach panuje zazwyczaj ciągły ruch sprzętu i ludzi.
- laboratoria analityczne, gdzie przeprowadza się głównie różnego rodzaju analizy chemiczne, biologiczne lub medyczne. W laboratoriach tych stanowiska pracy są zwykle zorganizowane wokół zgromadzonej na stałe aparatury analitycznej. Aparaturę tę zwykle montuje się raz i następnie wykonuje się na niej setki lub nawet tysiące analiz w ciągle powtarzany sposób. W tego rodzaju laboratoriach nie ma ciągłego ruchu sprzętu, a ludzie działają przy indywidualnych stanowiskach pracy i wykonują ciągle te same czynności. Często w laboratoriach tego rodzaju spotyka się też urządzenia, które wykonują serie pomiarów zupełnie automatycznie i wymagają od obsługi tylko czynności konserwacyjno-naprawczych. Większość laboratoriów analitycznych to niewielkie pomieszczenia, jednak natura niektórych rodzajów analiz (np. NMR) wymaga stosowania urządzeń o znacznych wymiarach, które wymagają odpowiednio dużych i wysokich pomieszczeń.
- laboratoria „pod specjalnym nadzorem” (mikrobiologiczne, toksykologiczne, radiologiczne itp.) zazwyczaj wyglądem i rozmiarami są zbliżone do zwykłego laboratorium chemicznego, ale ze względu na ryzyko zakażeń drobnoustrojami czy zatrucia szczególnie niebezpiecznymi związkami chemicznymi panuje w nich kliniczna czystość; są one szczelnie odcięte od zewnętrznego świata i obowiązują w nich ścisłe zasady bezpieczeństwa, normujące poruszanie się, ubiór i dozwolony czas przebywania. Do laboratoriów tego rodzaju wchodzi się przez śluzy, gwarantujące nie wprowadzanie obcych substancji i mikroorganizmów, jak i przypadkowego wyprowadzania zeń badanych substancji lub drobnoustrojów. W śluzach tych zazwyczaj całkowicie zmienia się odzież i obuwie i czasem trzeba się poddać różnego rodzaju zabiegom oczyszczającym (np. naświetlania UV, prysznic itp.).
- laboratoria genetyczne, specjalizujące się w analizach DNA. Stosują metody badawcze takie jak: reakcja łańcuchowa polimerazy (PCR), reakcja łańcuchowa polimerazy w czasie rzeczywistym (real-time PCR), sekwencjonowanie DNA, mikromacierze DNA.

### Laboratoria przemysłowe
Podobnie jak fizyczne mogą przyjmować również najróżniejszą postać – od małych laboratoriów analitycznych po duże hale w których, np. testuje się własności aerodynamiczne samolotów lub wykonuje test zderzeniowe prototypów samochodów.

### Laboratoria pomiarowe
Głównym celem istnienia tego typu laboratoriów jest wykonywanie wszelkiego typu pomiarów wielkości fizycznych i wzorcowań przyrządów pomiarowych. Laboratoria pomiarowe opracowują, walidują i doskonalą procedury pomiarowe. Większość ma wdrożony system jakości. Są one zwykle akredytowane przez specjalną instytucję, która za pomocą cyklicznych audytów sprawdza, czy działalność laboratorium pomiarowego prowadzona jest zgodnie z deklaracjami zawartymi w dokumentach systemu jakości, a wzorcowania wykonywane są w ściśle określonych warunkach według ustalonych procedur pomiarowych.

### Laboratorium w naukach społecznych
Specjalnie zaaranżowane pomieszczenie, w którym przeprowadza się badania na małej grupie osób. Często posiada ono specyficzną scenografię, mającą za zadanie przeważnie wywołać odpowiedni stan emocjonalny u badanych. Laboratorium takie wyposażone może być w sprzęt umożliwiający rejestrację zachowań badanych osób (kamery, mikrofony, lustra weneckie). W odróżnieniu od laboratoriów wykorzystywanych w naukach przyrodniczych, obserwacje o wiele rzadziej są w nich powtarzane, ze względu na brak możliwości częstego tworzenia takich samych warunków dla potrzeb eksperymentu. Najczęściej badanymi w laboratoriach osobami są studenci, a ze względu na to, że warunki laboratoryjne mogą odbiegać od naturalnych, wynikiem takich badań mogą być artefakty.